# Samtgemeinde Fürstenau
Samtgemeinde Fürstenau is een Samtgemeinde in de Landkreis Osnabrück, in de Duitse deelstaat Nedersaksen De Samtgemeinde heeft een oppervlakte van 224,65 km en een inwoneraantal van
16.063 (gegevens 31 december 2020). Het bestuur zetelt in  het stadje Fürstenau.

## Deelnemende gemeenten

Stadswapen van Fürstenau
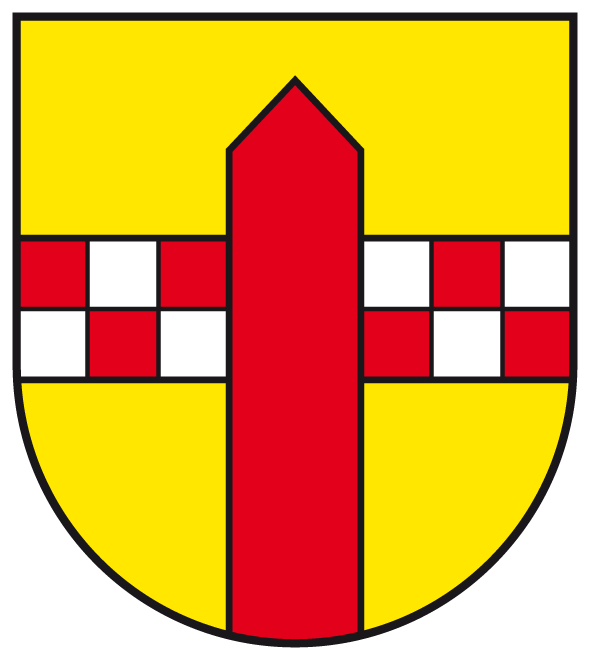
Wapen van Berge
Wapen van Bippen
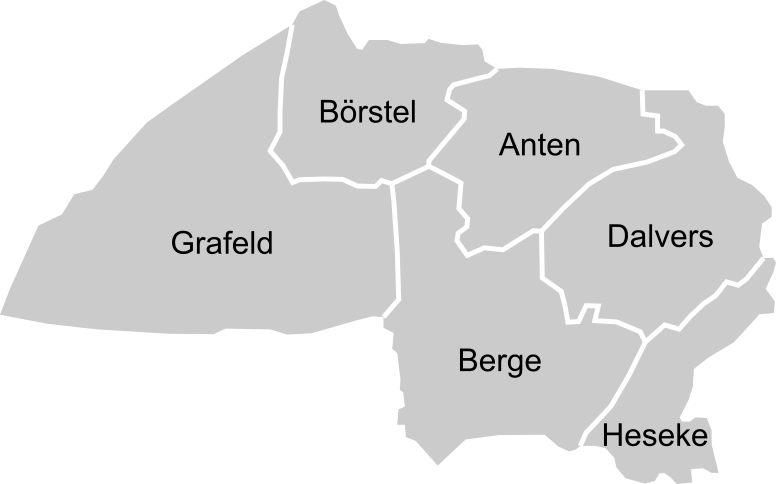
Situering van de Ortsteile van Berge
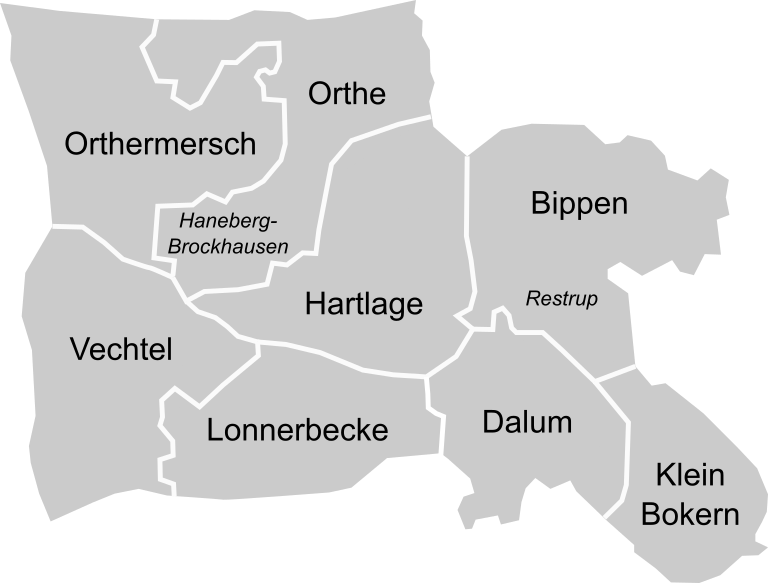
Situering van de meeste Ortsteile van Bippen

- Berge ; het noordelijkste gedeelte van de Samtgemeinde, met per 31 december 2018 3.547 inwoners; inclusief de gehuchten:
  - Anten, 1,5 km ten noorden van het dorp Berge
  - Börstel, 10 km ten noordwesten van het dorp Berge, in het uiterste noorden van de Samtgemeinde; bekend om het oude klooster Stift Börstel
  - Dalvers, 2,5 km ten oosten van het dorp Berge
  - Grafeld, 5 km ten westen van het dorp Berge, ten westen van het naaldbos Börsteler Wald
  - Hekese, 4 km ten oostnoordoosten van het dorp Berge
- Bippen ; het middelste gedeelte van de Samtgemeinde, met per 31 december 2018 2.949 inwoners; inclusief de gehuchten:
  - Dalum, 4 km ten zuiden van het dorp Bippen en 5 km ten noordoosten van Fürstenau
  - Hartlage-Lulle, 3 km ten westen van het dorp Bippen
  - Klein Bokern, 7 km ten zuidoosten van het dorp Bippen
  - Lonnerbecke, enkele verspreide boerderijen 3 km ten noorden van het stadje Fürstenau
  - Ohrte, 4,5 km ten westnoordwesten van het dorp Bippen
  - Ohrtermersch, 1 km ten westen van Ohrte
  - Vechtel, 7 km ten noordwesten van het stadje Fürstenau, aan de B 402 richting Haselünne
  - Restrup, 1,5 km ten oosten van het dorp Bippen
  - Haneberg-Brockhausen, 5–7 km ten westen van het dorp Bippen
- Fürstenau ; hoofdstad en bestuurscentrum van de Samtgemeinde, in het zuidelijkste gedeelte daarvan, met per 31 december 2018 9.439 inwoners; inclusief de Ortsteile:
  - Schwagstorf, 5 km ten oosten van het stadje Fürstenau
  - Settrup, 5 km ten zuidwesten van het stadje Fürstenau
  - Hollenstede, 4 km ten zuiden van het stadje Fürstenau

Totaal aantal inwoners per 31 december 2018: 15.935.

## Verkeer en vervoer
De Samtgemeinde Fürstenau ligt wat afzijdig ten opzichte van Duitse Autobahnen en ten opzichte van het treinverkeer.
Zij wordt eigenlijk alleen door Bundesstraßen ontsloten, waaroverheen ook streekbussen van en naar de hierna genoemde andere plaatsen, met name Quakenbrück, rijden. Deze streekbussen vormen het enige openbaar vervoer binnen, van en naar de Samtgemeinde.
Kern in het hoofdwegennet is het 5 km lange, west-oost lopende wegvak van Fürstenau naar Schwagstorf. Het maakt deel uit van de Bundesstraße B 214.
In Fürstenau zijn daarvandaan twee wegen :
- in noordwestelijke richting 24 km naar Haselünne  en dan 15 km  verder naar Meppen (Duitsland) en uiteindelijk bij Klazienaveen de Nederlandse grens over (Bundesstraße B 402)
- in westelijke richting over de B 214 twaalf km  naar Freren en dan nog 16 km verder naar Lingen (Ems)

Ook in Schwagstorf kan men in twee richtingen verder rijden:
- verder over de B 214,  20 km naar Bersenbrück, en dan 14 km verder oostwaarts naar de oprit van de  Autobahn A1 Osnabrück - Bremen, of  nog 20 km verder oostwaarts naar Diepholz;
- zuidoostwaarts over de B 218 , na 18 km rechtsaf de B 68 op naar Bramsche, en nog 16 km verder naar het centrum van Osnabrück.

## Economie
Op het industrieterrein van het dorp Berge is als meest opvallend bedrijf een onderneming gevestigd, waardoor men een zogenaamd passiefhuis kan laten bouwen.
De gemeente bestaat verder overwegend van toerisme en enige bos- en landbouw. Daarnaast is er enig (ambachtelijk) midden- en kleinbedrijf.

## Geschiedenis
Zoals uit de aanwezigheid van een hunebed blijkt, was een deel van het gebied van de huidige gemeente reeds in de Jonge Steentijd bewoond. Het hunebed wordt toegeschreven aan dragers van de Trechterbekercultuur, die leefden tussen 3500 en 2800 v. Chr.
Bippen wordt in 1093 in een document genoemd als: Bipehem, mogelijk: gelegen bij bevende (zeer beweeglijk opborrelende) bronnen, of : woonplaats bij bevende grond ( misschien trilveen).
In 1335 liet Godfried van Arnsberg (ca. 1285-1363), die van 1321 tot 1349 prinsbisschop was van Osnabrück, het kasteel van Fürstenau bouwen. In de 13e eeuw was het gebied omstreden tegen de graven van het naburige Graafschap Tecklenburg. Godfried van Arnsberg creëerde op deze manier een strategische grensversterking. Rondom de burcht ontwikkelde zich de nederzetting Vorstenowe/ Fürstenau, die in 1402 de status van marktvlek of Weichbild verkreeg; pas in 1642 verkreeg Fürstenau het volledige stadsrecht. Het kasteelcomplex werd in de 15e en 16e eeuw voortdurend met bijgebouwen en vestingwerken uitgebreid. In 1556 riep prinsbisschop van Osnabrück Johan IV van Hoya  het, in zijn opdracht met o.a. nog meer vestingwerken en met tuinen uitgebreide,  kasteel uit tot residentie van het Prinsbisdom Osnabrück. In de Dertigjarige Oorlog werd het kasteel diverse malen door protestantse troepen ingenomen en door katholieke troepen heroverd; de Zweden echter namen het in 1647 voor het laatst in. De bisschoppen waren intussen naar Kasteel en Benedictijnerabdij Iburg terugverhuisd. Daarna verviel het kasteel geleidelijk, en ook de ommuring van het stadje Fürstenau eromheen werd gedeeltelijk geslecht. In 1817 werden door de regering van het Koninkrijk Hannover  de Bergfried en de zuidvleugel van het kasteel aan de in belang toenemende rooms-katholieke parochie ter beschikking gesteld; zo ontstond hier de St.-Catharinakerk.
Van 1879 totdat de lijn in 1969, wegens onvoldoende rentabiliteit, werd gesloten, waren Fürstenau en Bippen door een spoorlijn verbonden met Quakenbrück (Samtgemeinde Artland) noordoostwaarts en met Rheine zuidwestwaarts.

## Bezienswaardigheden

### Stift (sticht) Börstel

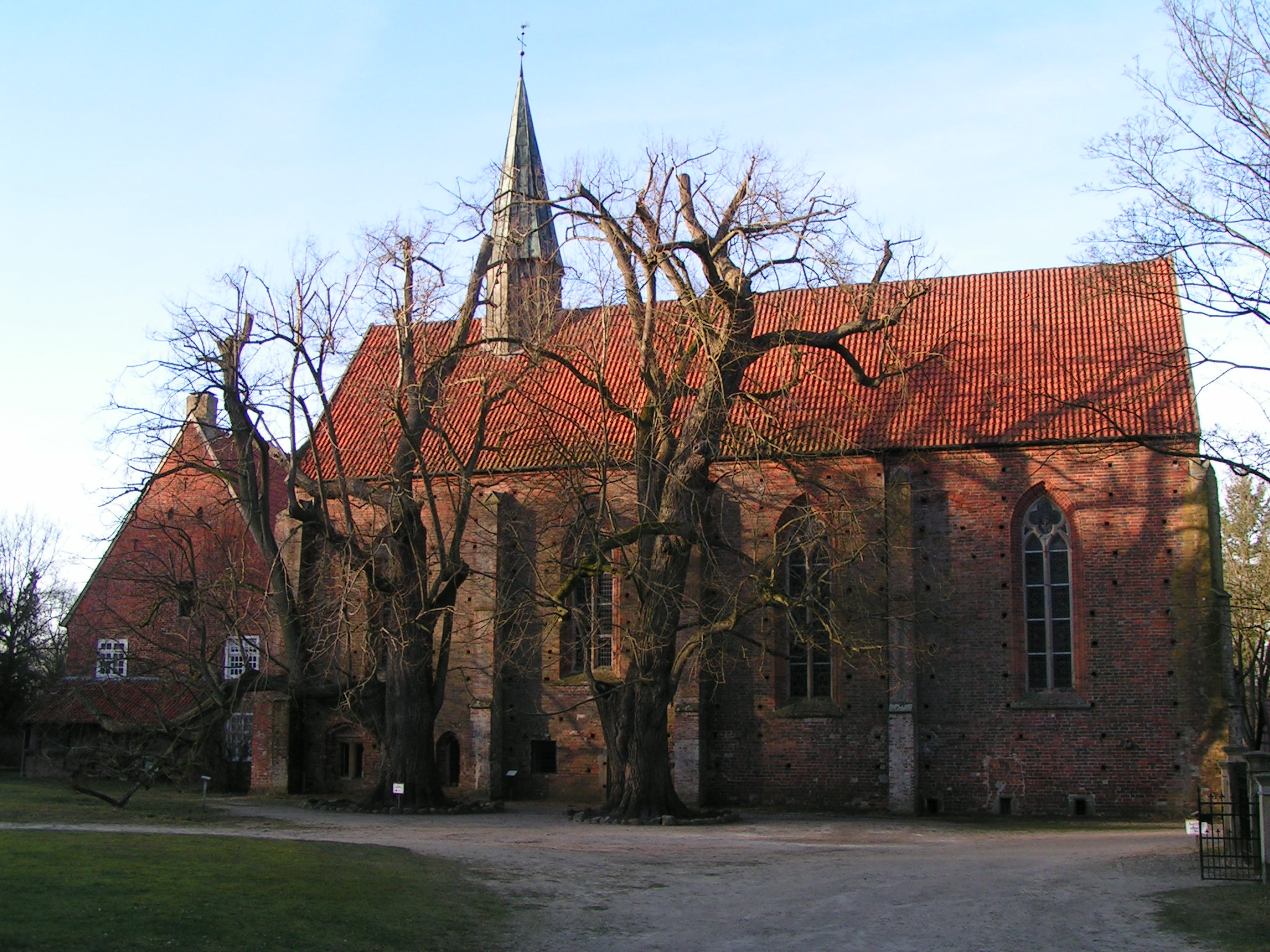
Vrouwensticht Börstel. Stichtskerk, zuidzijde
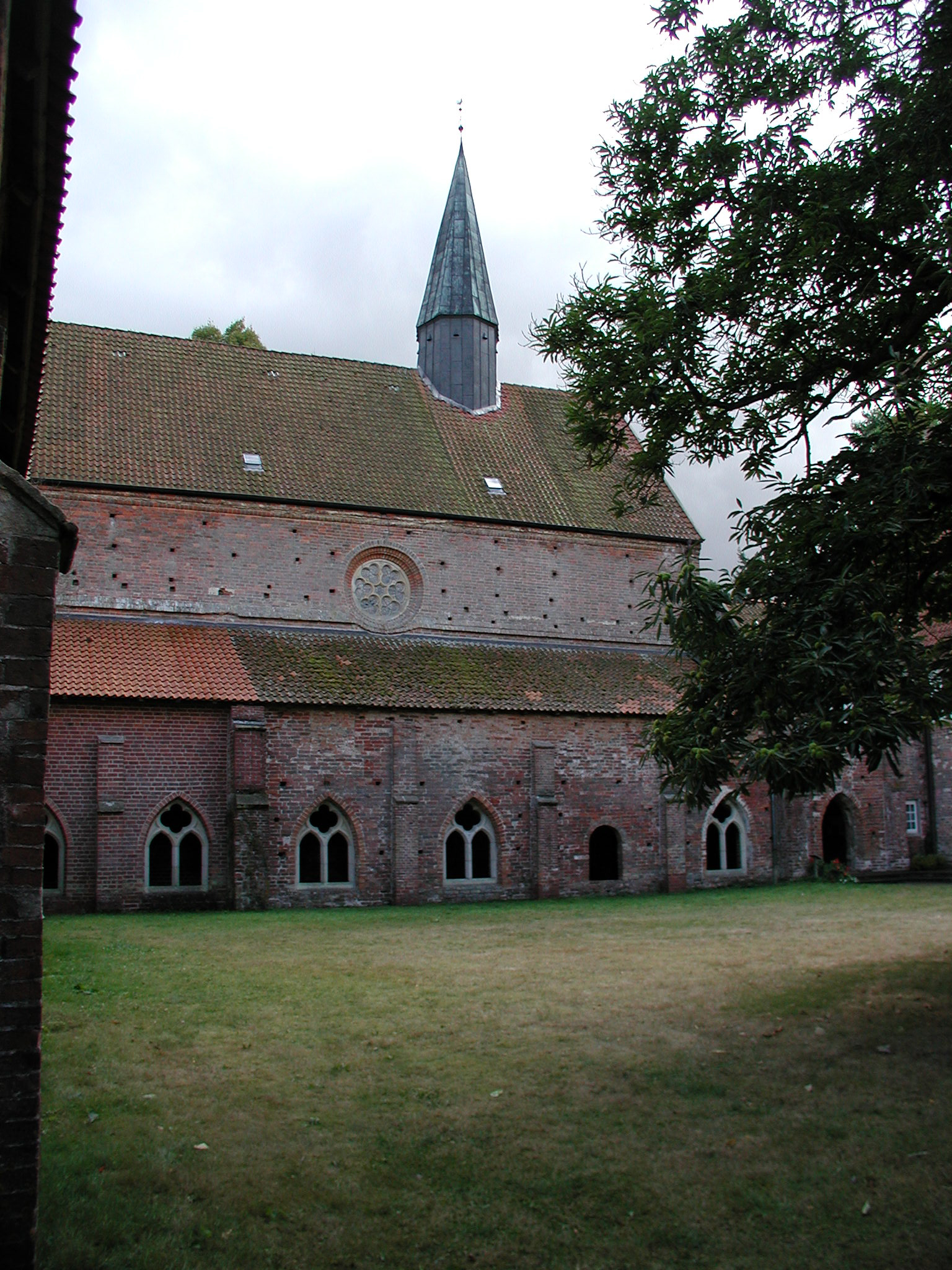
Vrouwensticht Börstel. Stichtskerk, noordzijde en kloostergang
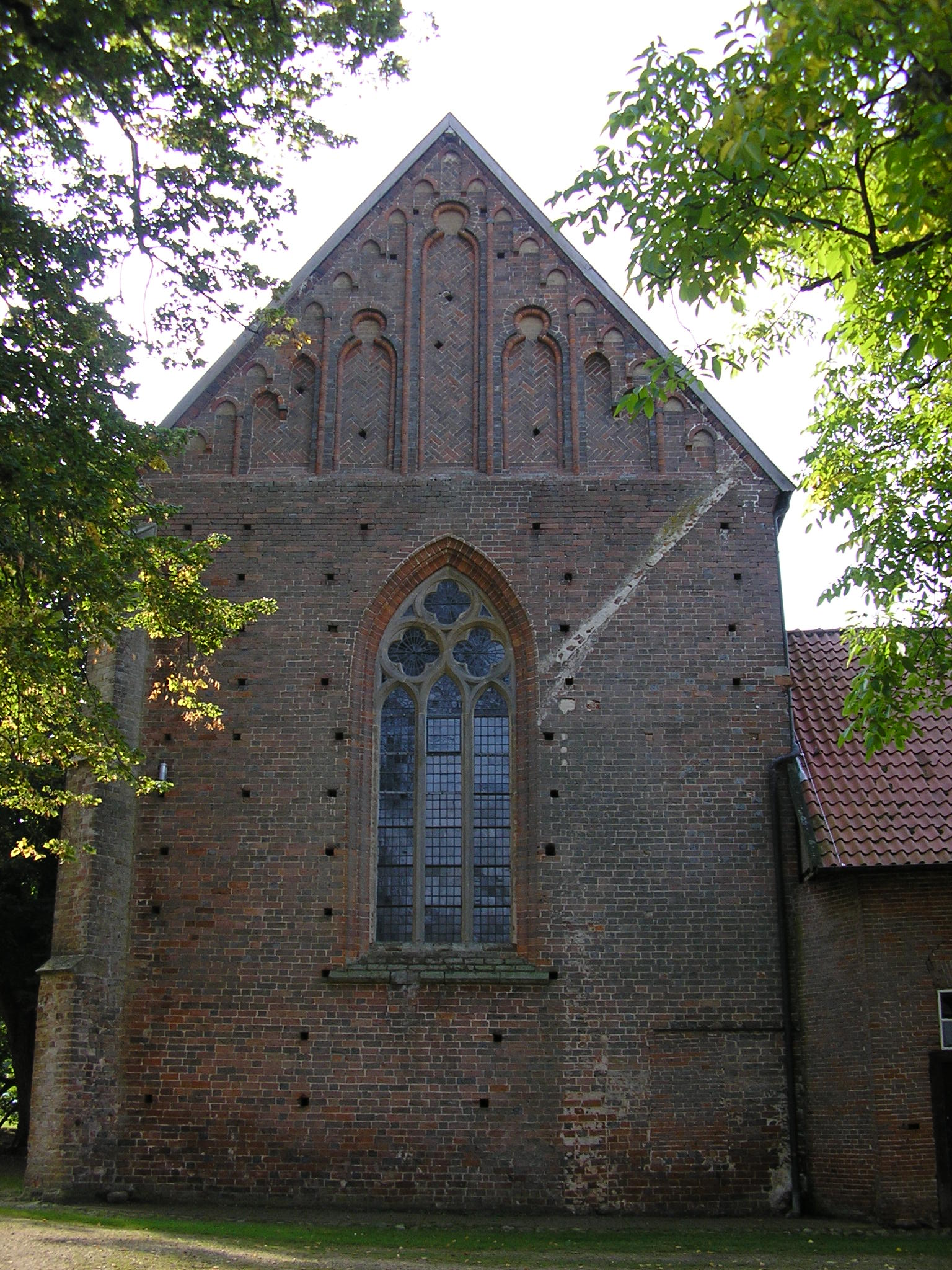
Vrouwensticht Börstel. Stichtskerk, zuidzijde (1)
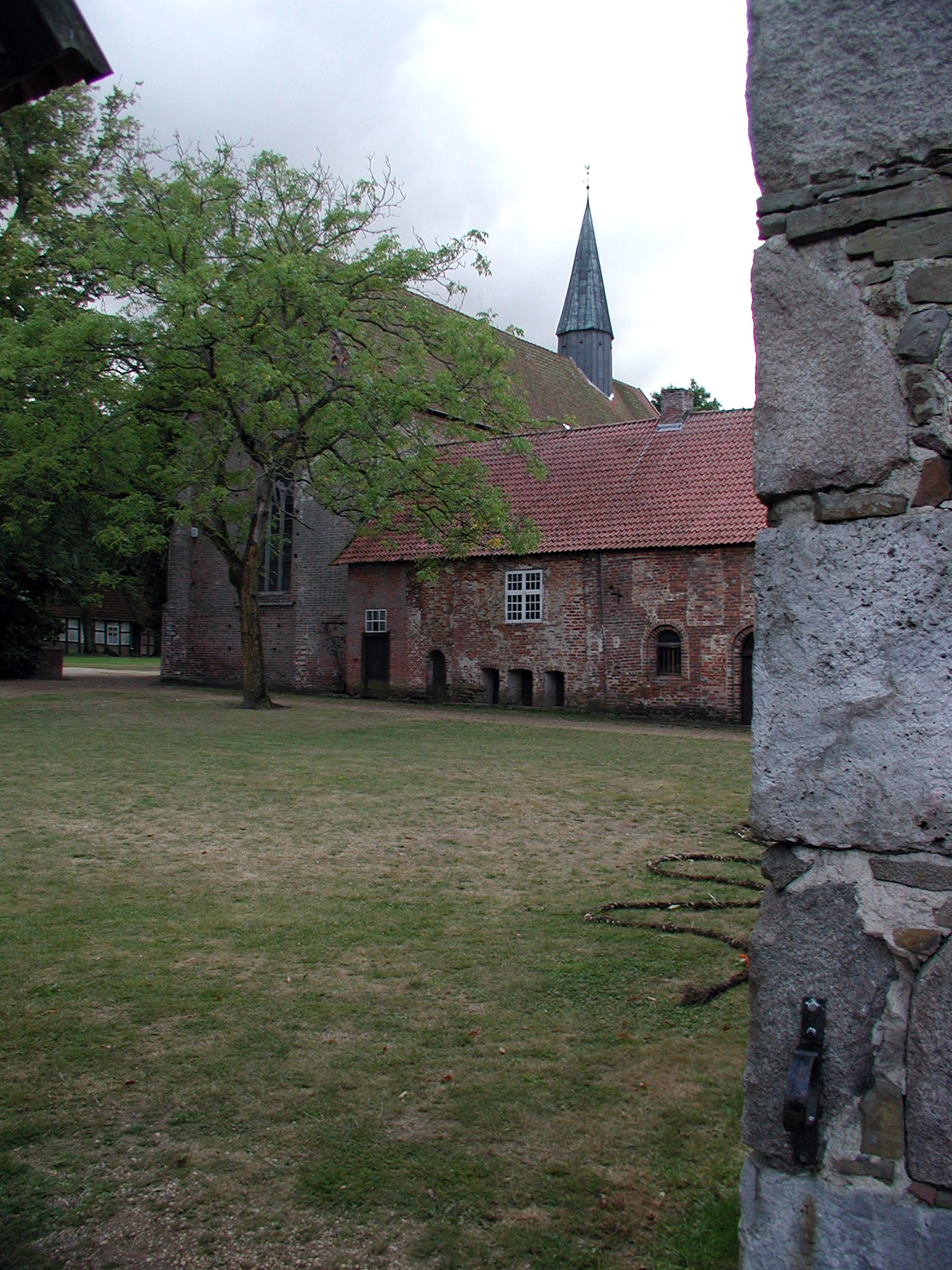
Vrouwensticht Börstel. Stichtskerk, zuidzijde (2)
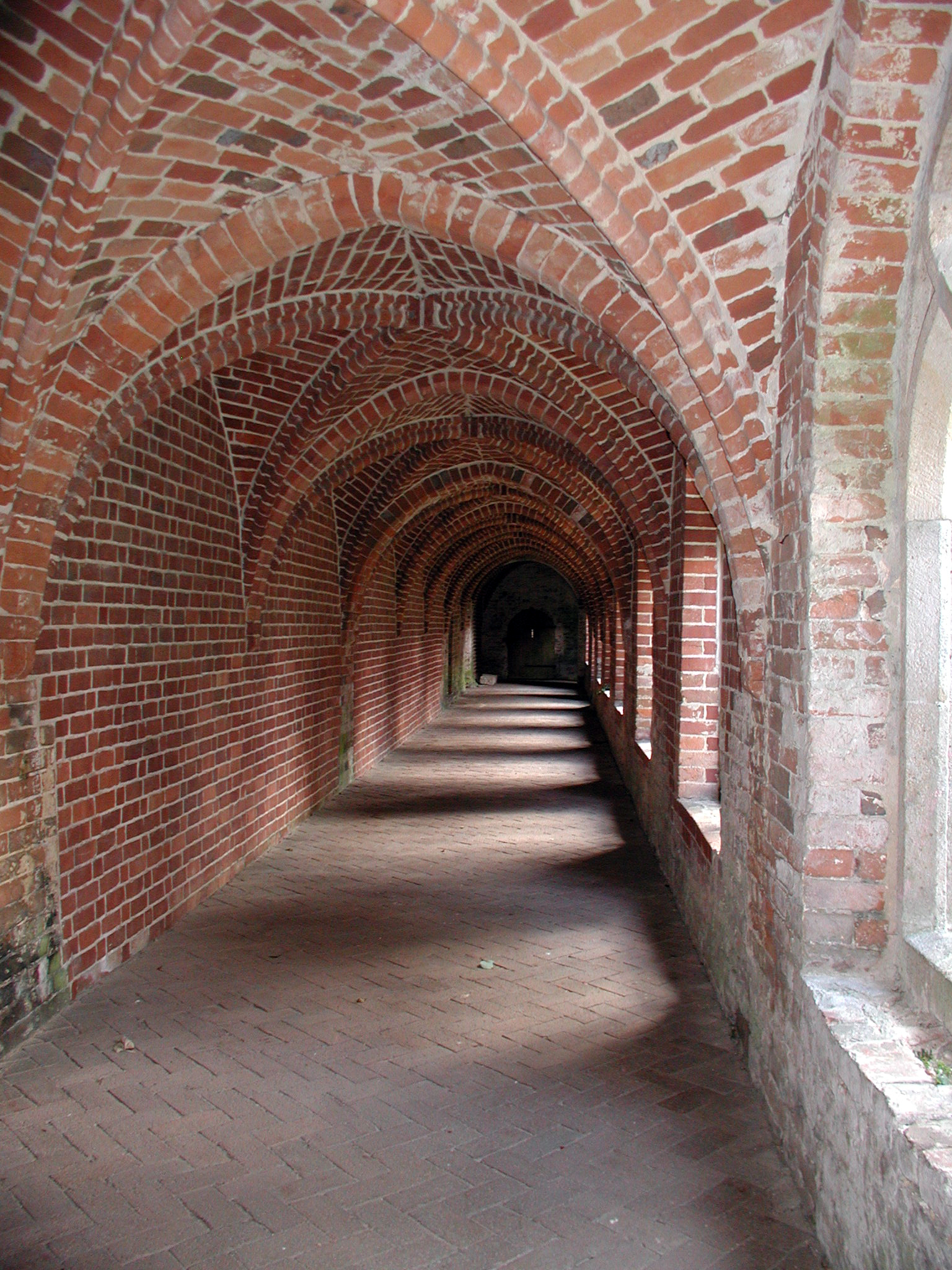
Kloostergang
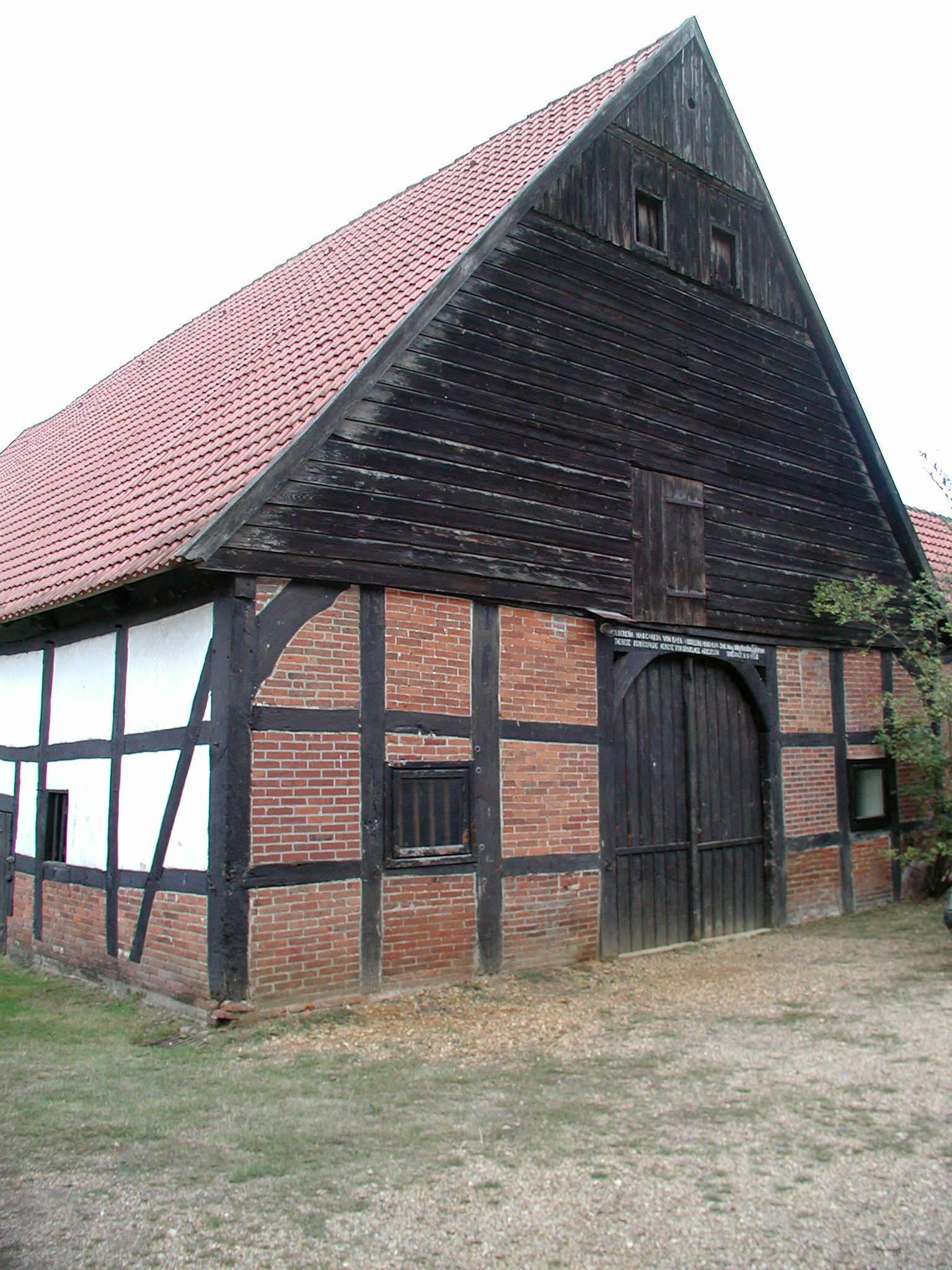
Roggeschuur
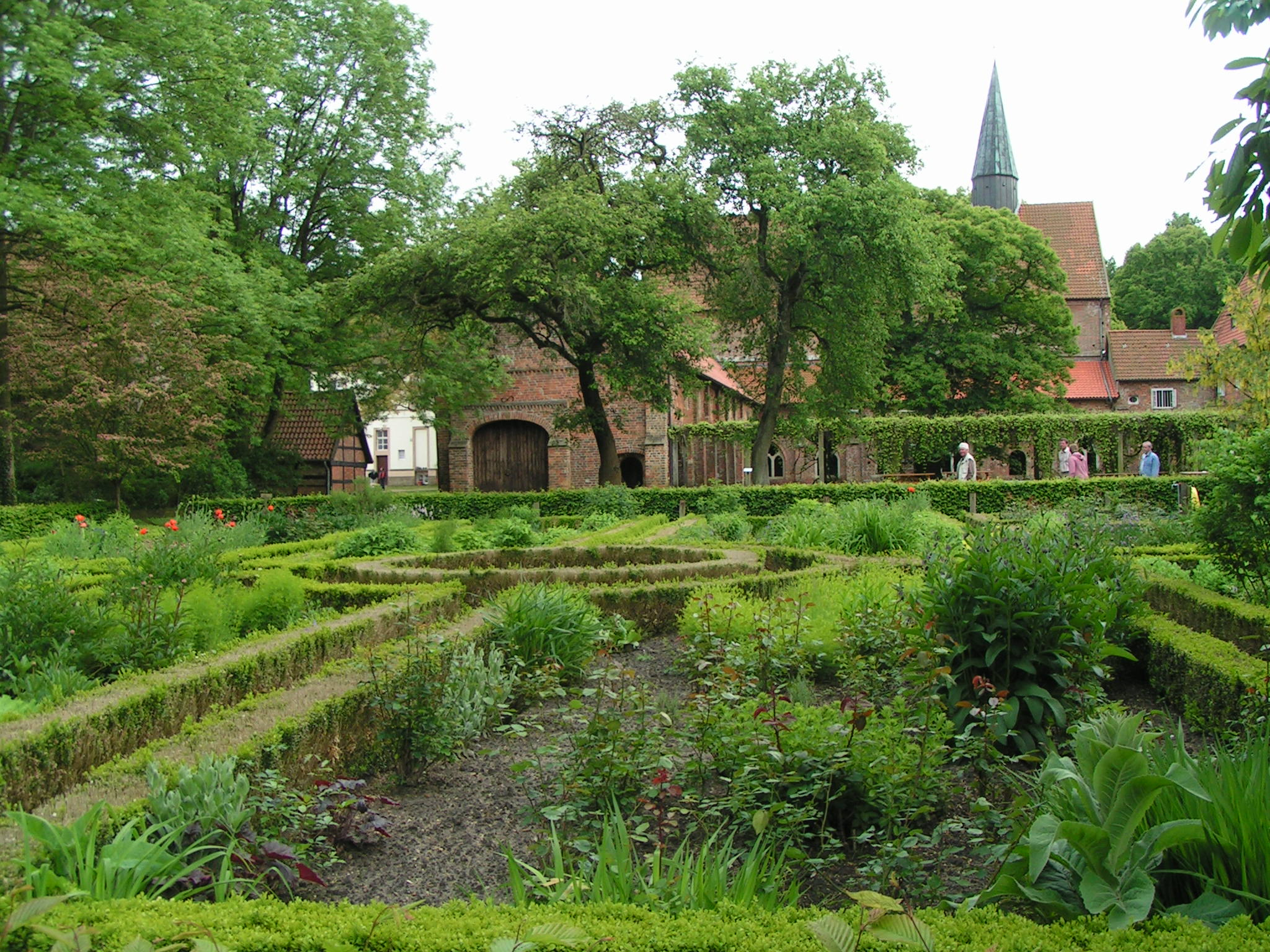
Kloostertuin

Het voormalige cisterciënzer klooster en vrouwensticht te Börstel, dat nog altijd functioneert, is gedeeltelijk te bezichtigen; de bijbehorende kerk wordt niet alleen voor de zondagse eredienst, maar ook voor concerten gebruikt. Bij het kloostercomplex staat een schilderachtig vakwerkhuis, de voormalige Roggeschuur. Het stift heeft een lange en zeer boeiende geschiedenis.

### Kasteel Fürstenau

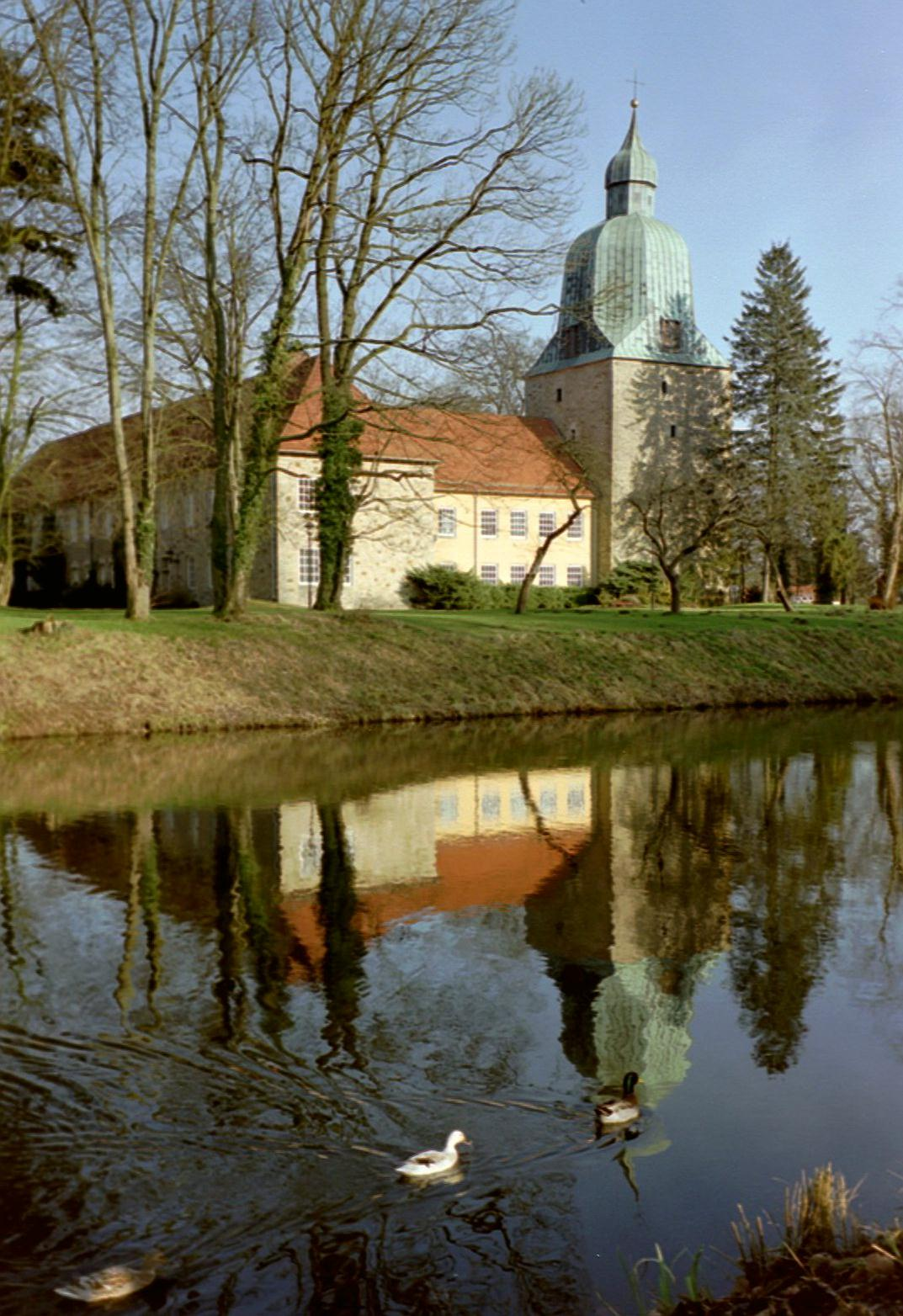
Slot Fürstenau
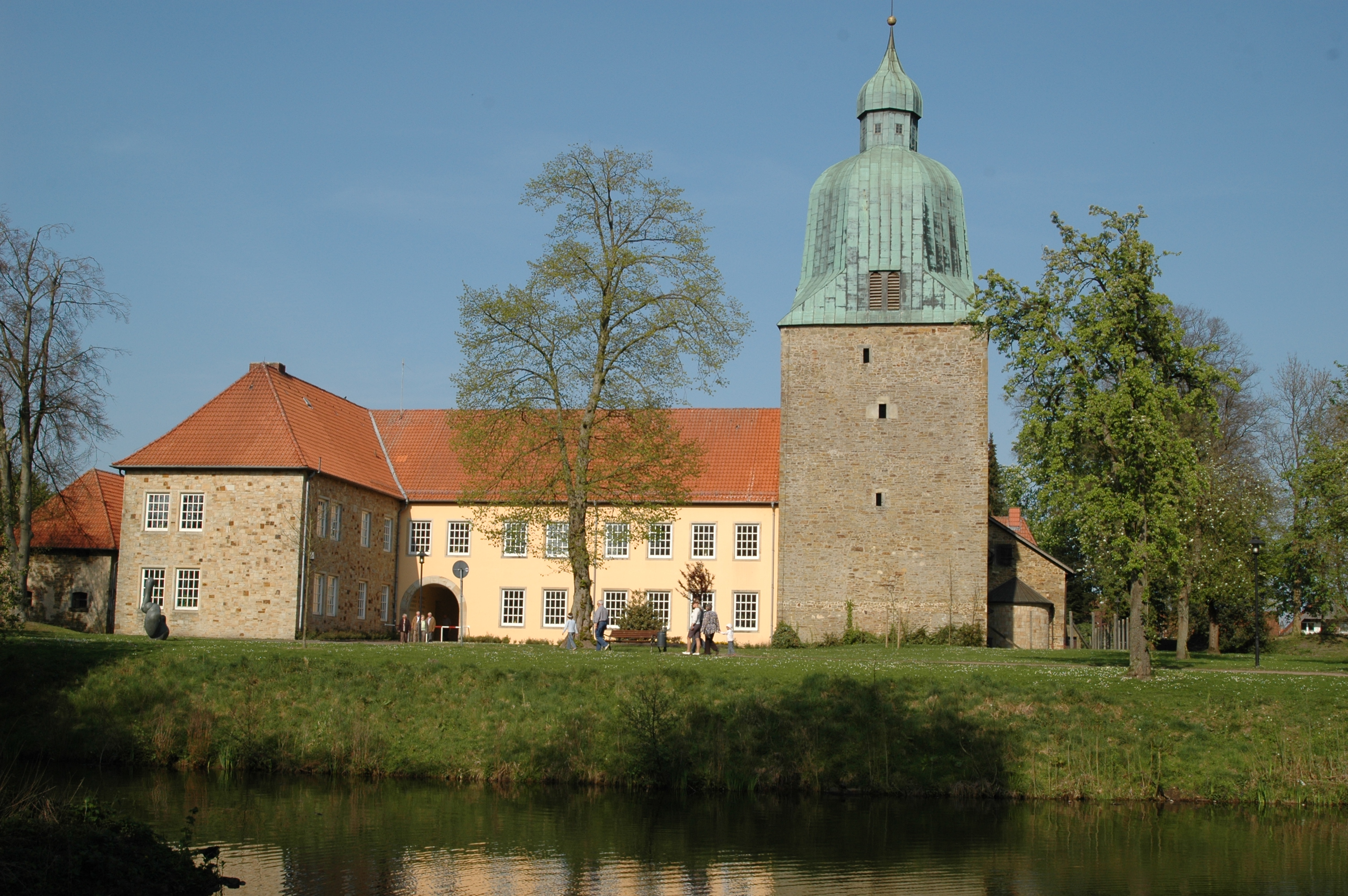
Gezicht op het kasteel vanuit het westen
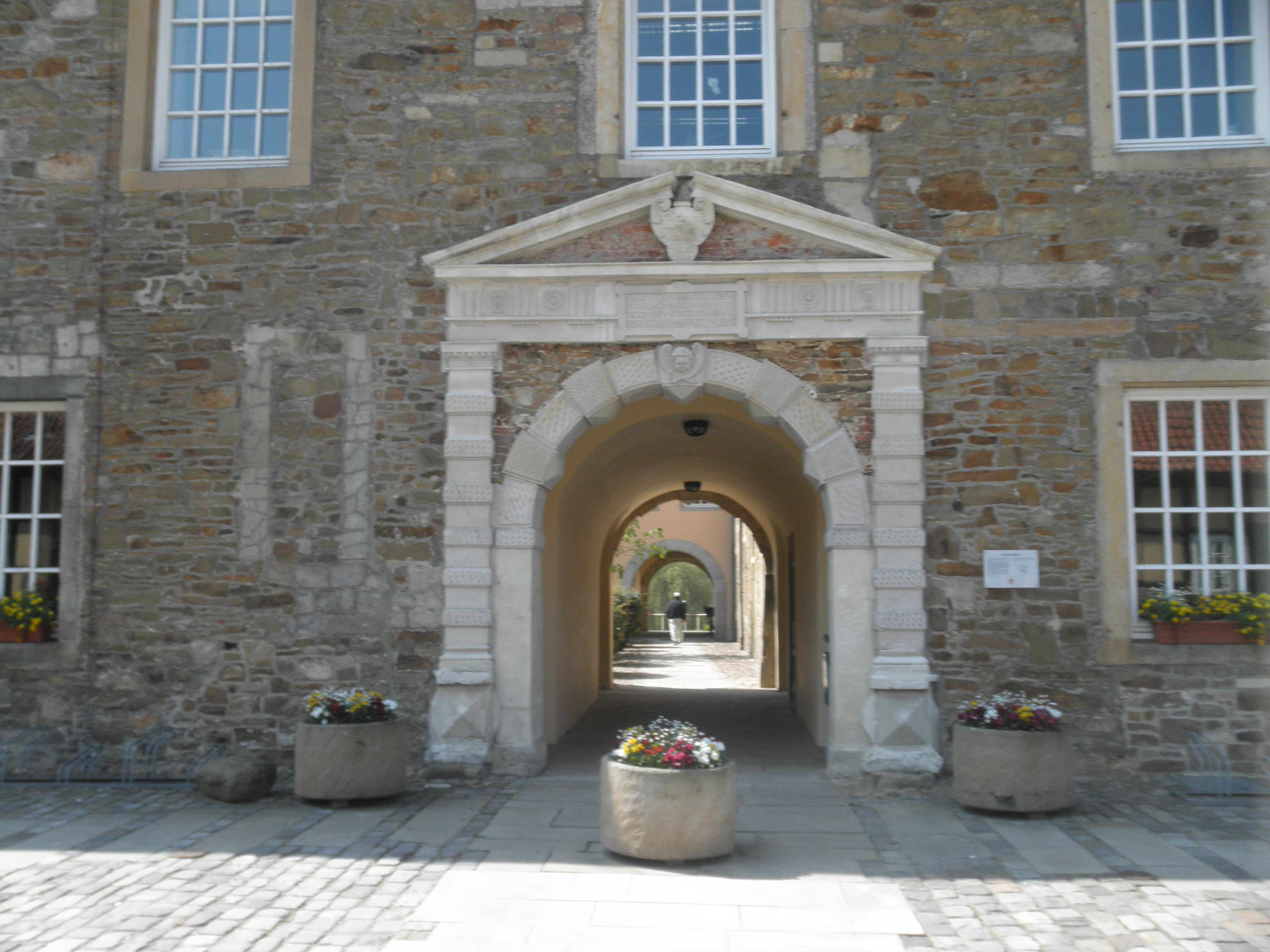
Gezicht op het kasteel vanuit het oosten: inrit en binnenplaats
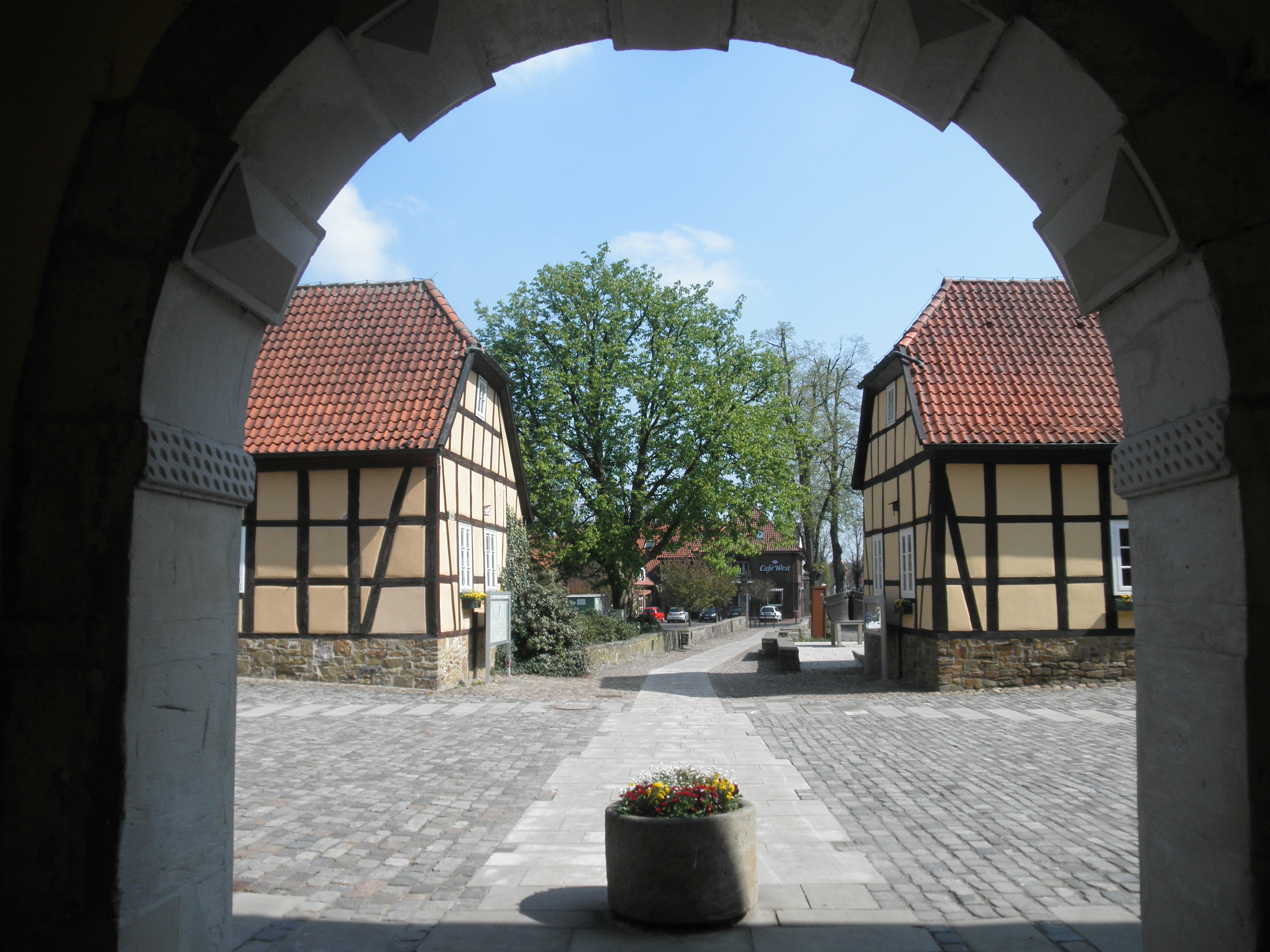
Gezicht vanaf de binnenplaats op de stalgebouwen (in vakwerkstijl) en de slotbrug
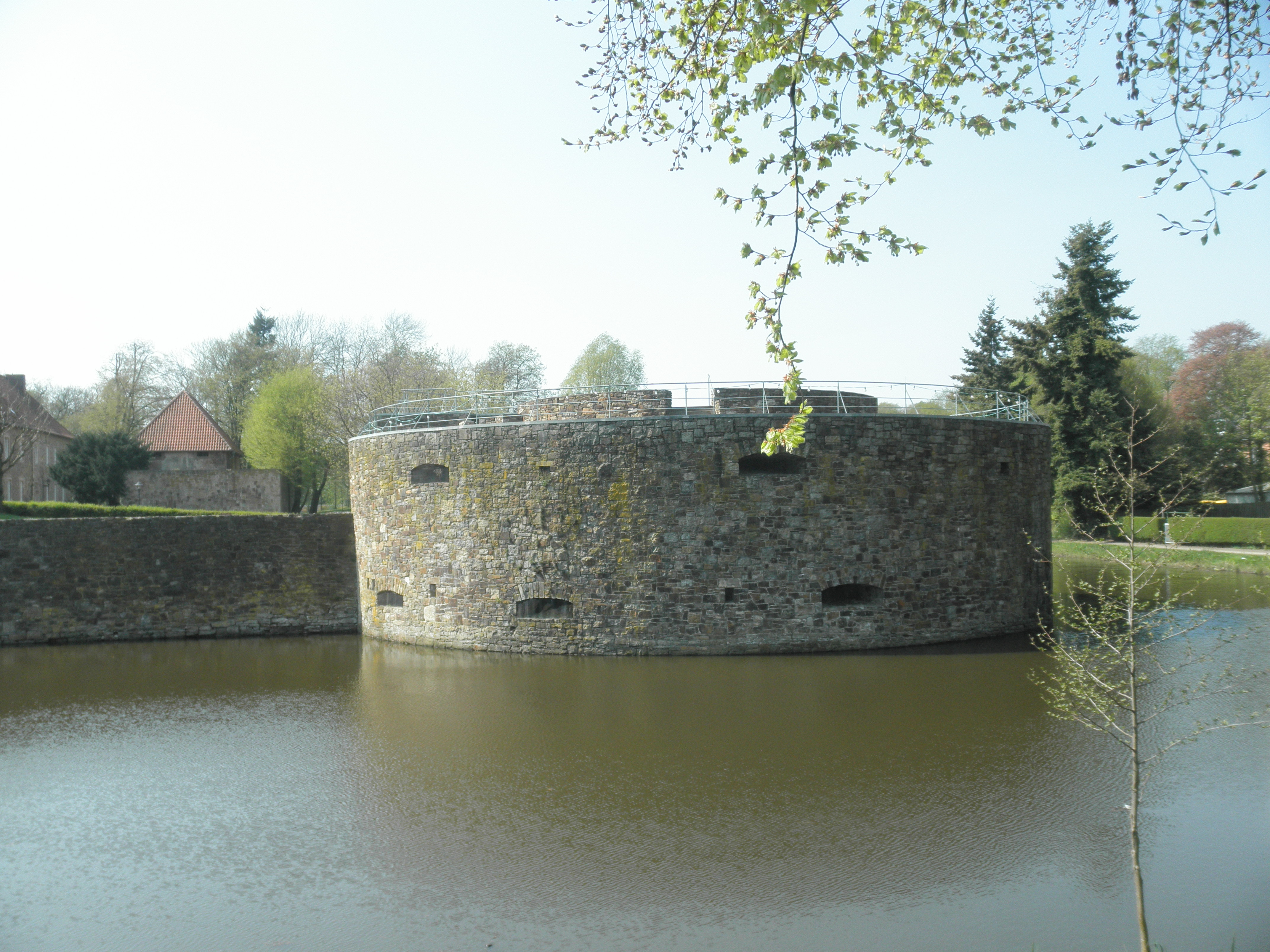
Gerestaureerd noordoostelijk bastion
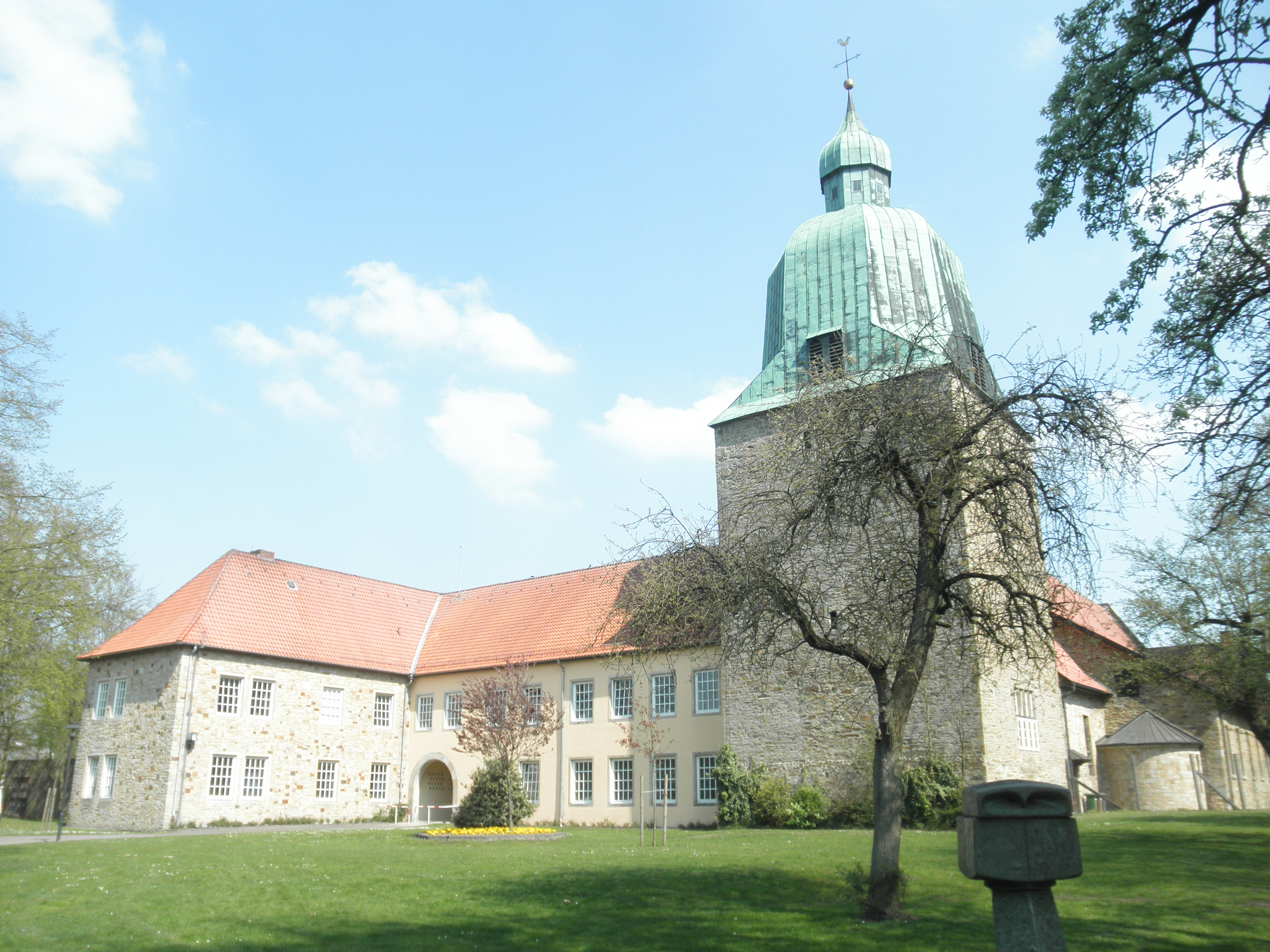
Gezicht op het kasteel vanuit het zuidwesten: v.l.n.r. noord- en westvleugel, Bergfried, zuidvleugel met later toegevoegd dwarsschip voor de kerk

Het omgrachte kasteel van Fürstenau dateert uit de 14e eeuw, maar de gebouwen, die er nu staan, zijn overwegend 16e-eeuws; het is deels als stadhuis in gebruik. De zuidvleugel is thans een rooms-katholiek kerkgebouw (Katharinenkirche), met overwegend uit andere kerk- en kloostergebouwen afkomstig barok interieur. De zware vierkante toren, de Bergfried, dient als kerktoren. Het kerkgedeelte werd in de 19e en 20e eeuw nog enige malen verbouwd en uitgebreid. De ruïne van een ronde toren, het noordoostelijke bastion, is een openbaar toegankelijk uitzichtpunt.

### Overige
- De evangelisch-lutherse St.-Joriskerk te Fürstenau is een laatgotisch gebouw. Het interieur, waaronder een fraai uit hout gesneden altaarstuk, dateert van rond 1700.
- De evangelisch-lutherse St.-Joriskerk te Bippen, de oudste in de gehele omtrek, dateert van tussen de 9e en de 15e eeuw. De aangebouwde sacristie wordt op het jaar 1700 gedateerd.  De toren is van 1245. Het, met uitzondering van een uit 1200 daterdende doopvont, barokke interieur, waaronder een fraai uit hout gesneden altaarstuk, dateert van rond 1700.
- De rooms-katholieke St.-Bartolomeüskerk in Schwagstorf dateert uit de 13e eeuw en is in de 18e eeuw ingrijpend verbouwd en met een barok kerkinterieur uitgerust.
- In Berge liggen de Hekeser Steine, onderdeel van de Straße der Megalithkultur. De twee megalieten (A en B), Sprockhoff-Nr. 883 en 884,  zijn verbonden door een steenrij. Dit is de enige bewaard gebleven steenrij van Duitsland.
- De gemeente ligt in een mooi, bosrijk natuurgebied, de stuwwal Ankumer Berge. Deze heuvelrug behoort tot hetzelfde Duitse Natur- und Geopark TERRA.vita als het 40–60 km in zuidoostelijke richting gelegen Teutoburger Woud. In de gemeente zijn tal van fraaie, ook langere, wandel- en fietstochten mogelijk. Er is in Berge een watertrappelbassin voor Kneippkuren aanwezig.
- De gemeente ligt aan de voormalige goederenspoorlijn van Quakenbrück (Samtgemeinde Artland) - Freren - Rheine. Men kan op dit spoorlijntje in het toeristenseizoen ritten maken per spoorfiets. Halteplaatsen zijn er op de voormalige stations in Fürstenau zelf en Bippen.
- Ten noorden van het stadje werd in 2019 op een voormalig militair oefenterrein Fürsten Forest geopend. Het is een terrein, waar liefhebbers van terreinrijden, autocross e.d. zich in diverse soorten voertuigen kunnen vermaken. Het terrein beschikt over hotelaccommodatie.
- In het gehucht Lonnerbecke staat een schilderachtige, oude watermolen, in gebruik als oliemolen. Deze Sültemühle is nog maalvaardig. Af en toe zijn er demonstraties voor toeristen.
- Verspreid in Fürstenau, Berge en Bippen staan nog enkele schilderachtige, oude vakwerkhuizen.

## Demografie

Bevolkingsontwikkeling 1987-2011

## Partnergemeenten
- Ruurlo, gemeente Berkelland,Nederland, sinds 1979
- Hohen Neuendorf, in Brandenburg, sinds 1991
- Garwolin,  Polen, sinds 2004
- Paistu, Estland, sinds 2005 (specifiek vanuit Bippen).

## Belangrijke personen in relatie tot de gemeente

### Geboren
- Hinrich Just Müller (1740-1811), vooral in Oost-Friesland bekend orgelbouwer
- Willi Reimann, * 24 december 1949 in Schwagstorf , gem. Fürstenau, profvoetballer van 1967 tot 1981, trainer van 1982 tot 2006, maakte als spits deel uit van het elftal van Hamburger SV dat in 1977 de Europa Cup II won
- Dirk van den Boom (* 24 december 1966 in Fürstenau) , professor in de politicologie aan de Universiteit Münster, vertaler van werken op dit vakgebied; in Duitsland echter vooral bekend als schrijver van populaire science-fiction-boekjes.

### Overleden
- Koenraad van Diepholt (1424-1482), prins-bisschop van Osnabrück
- Erik van Brunswijk-Grubenhagen (1478-1532), bisschop van Paderborn, van 1508 tot aan zijn dood bisschop van Osnabrück en van 1532 tot aan zijn dood bisschop van Münster.

### Overigen
- Godfried van Arnsberg (ca. 1285-1363) was van 1321 tot 1349 bisschop van Osnabrück , liet het kasteel van Fürstenau bouwen en is de facto de stichter van dit stadje.

## Galerij

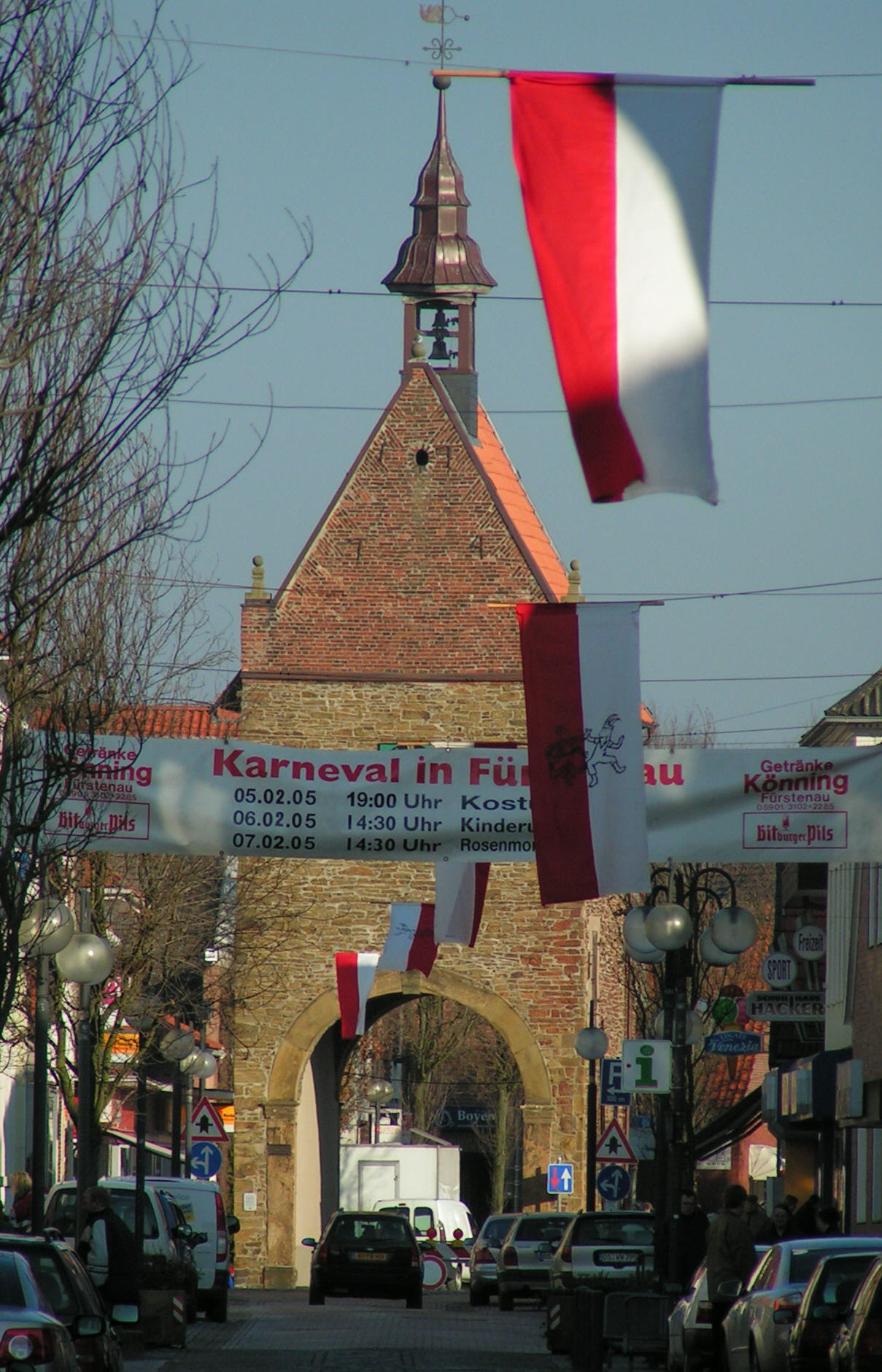
Hohes Tor, de enig overgebleven stadspoort van Fürstenau
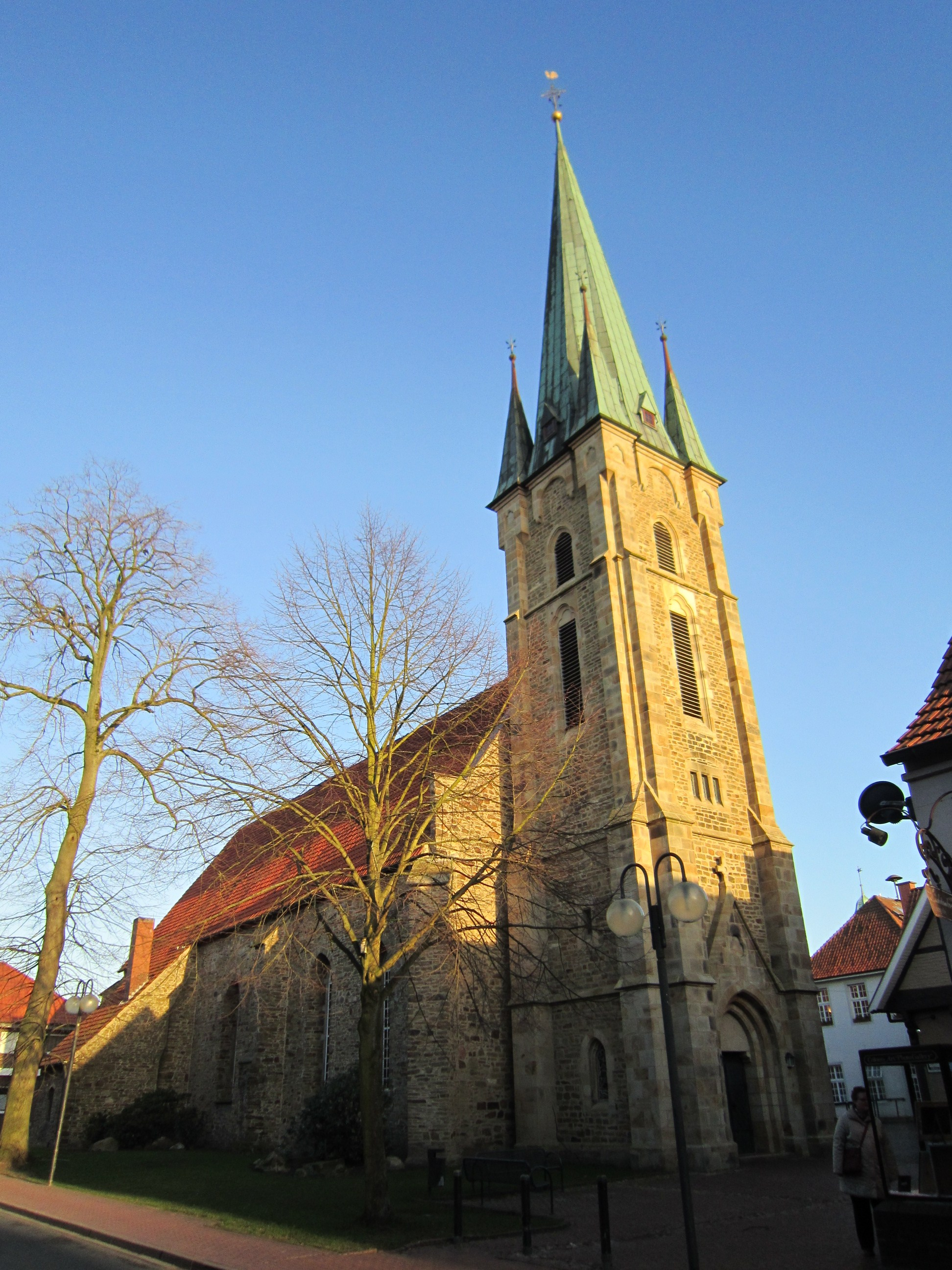
De evang.-lutherse St.-Joriskerk te Fürstenau
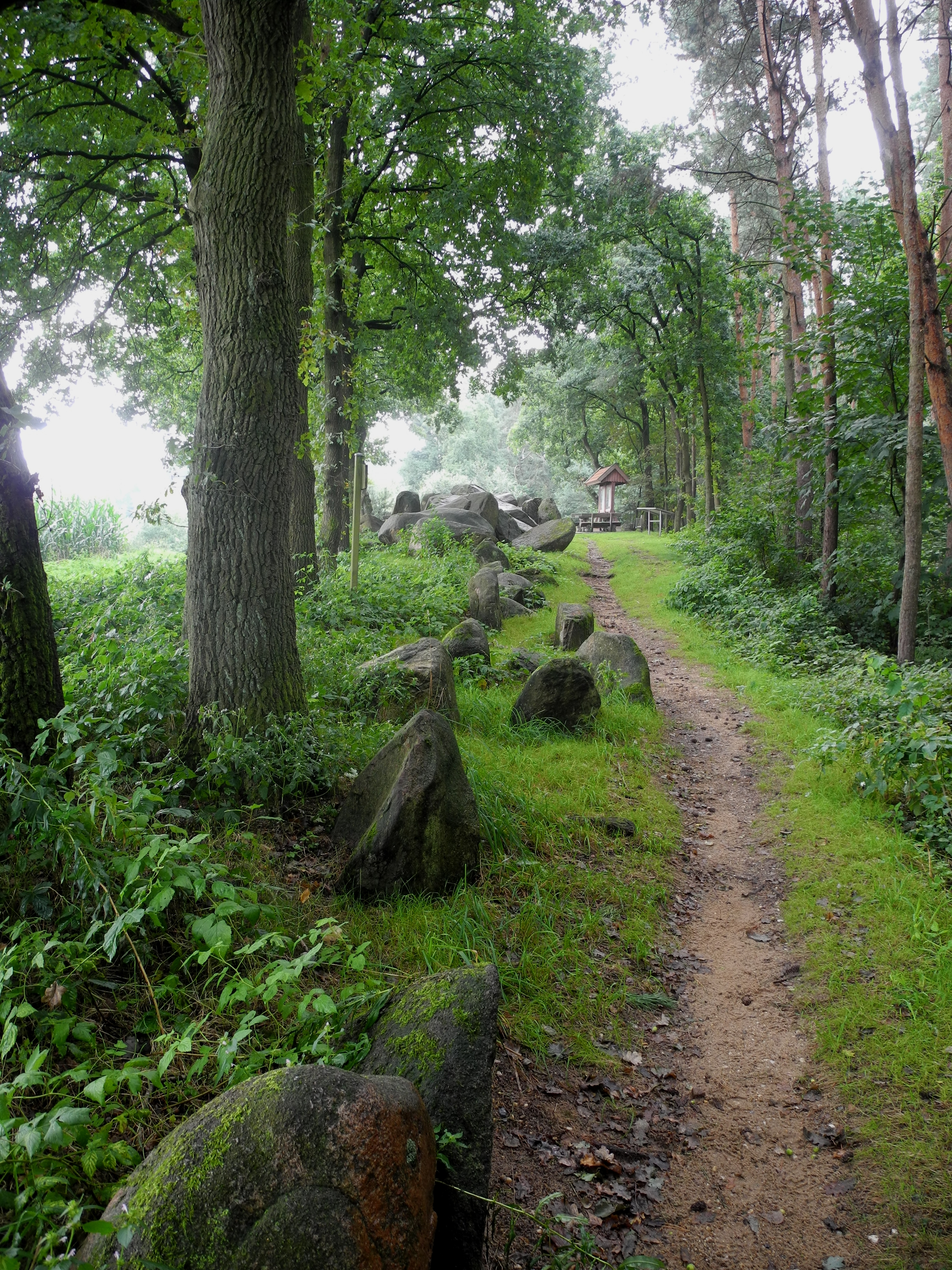
Berge, Hekeser Steine; hunebed B en de steenrij, gezien vanaf hunebed A
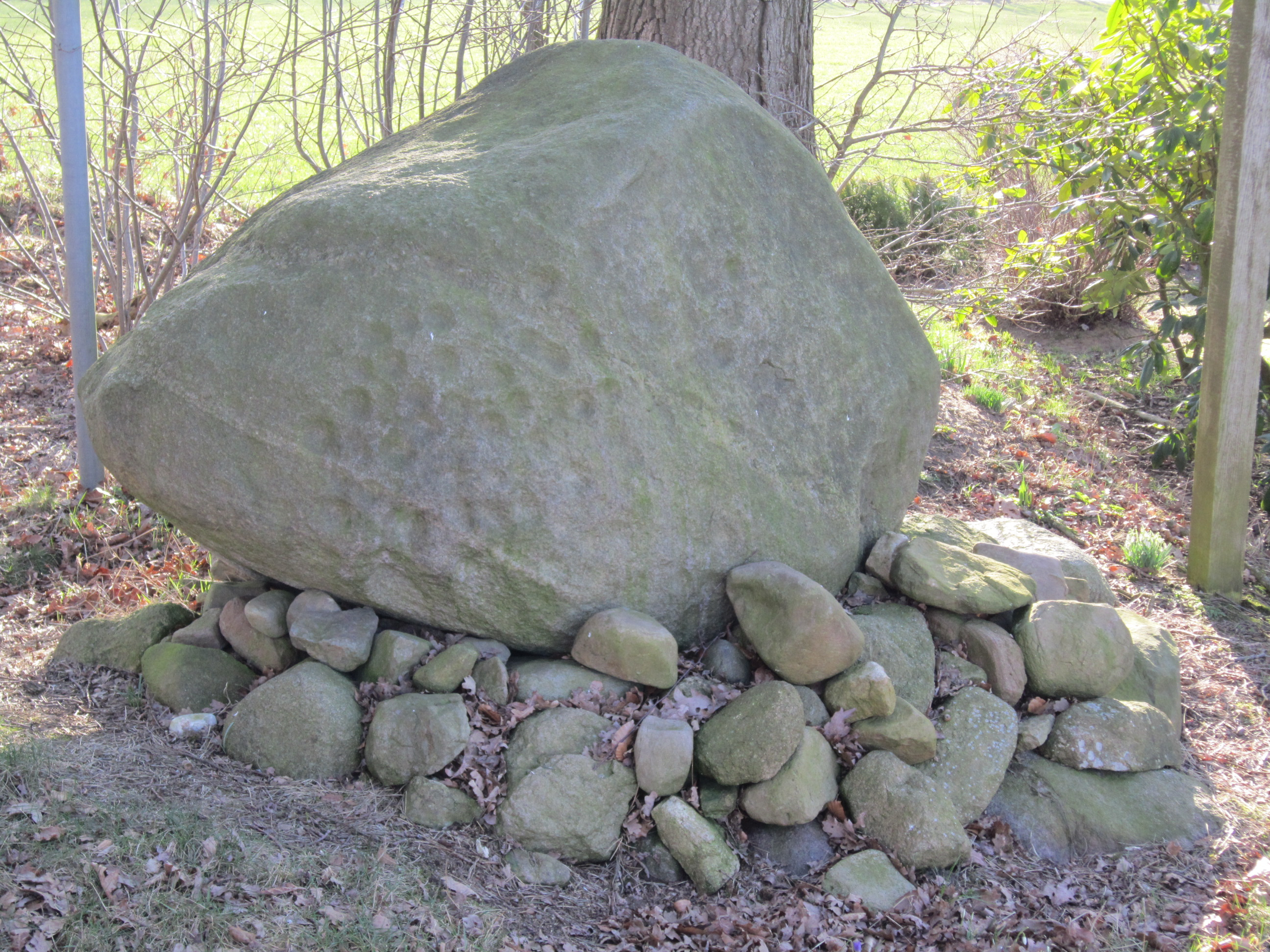
Megaliet Deuvels Stein of Näpfchenstein in Restrup
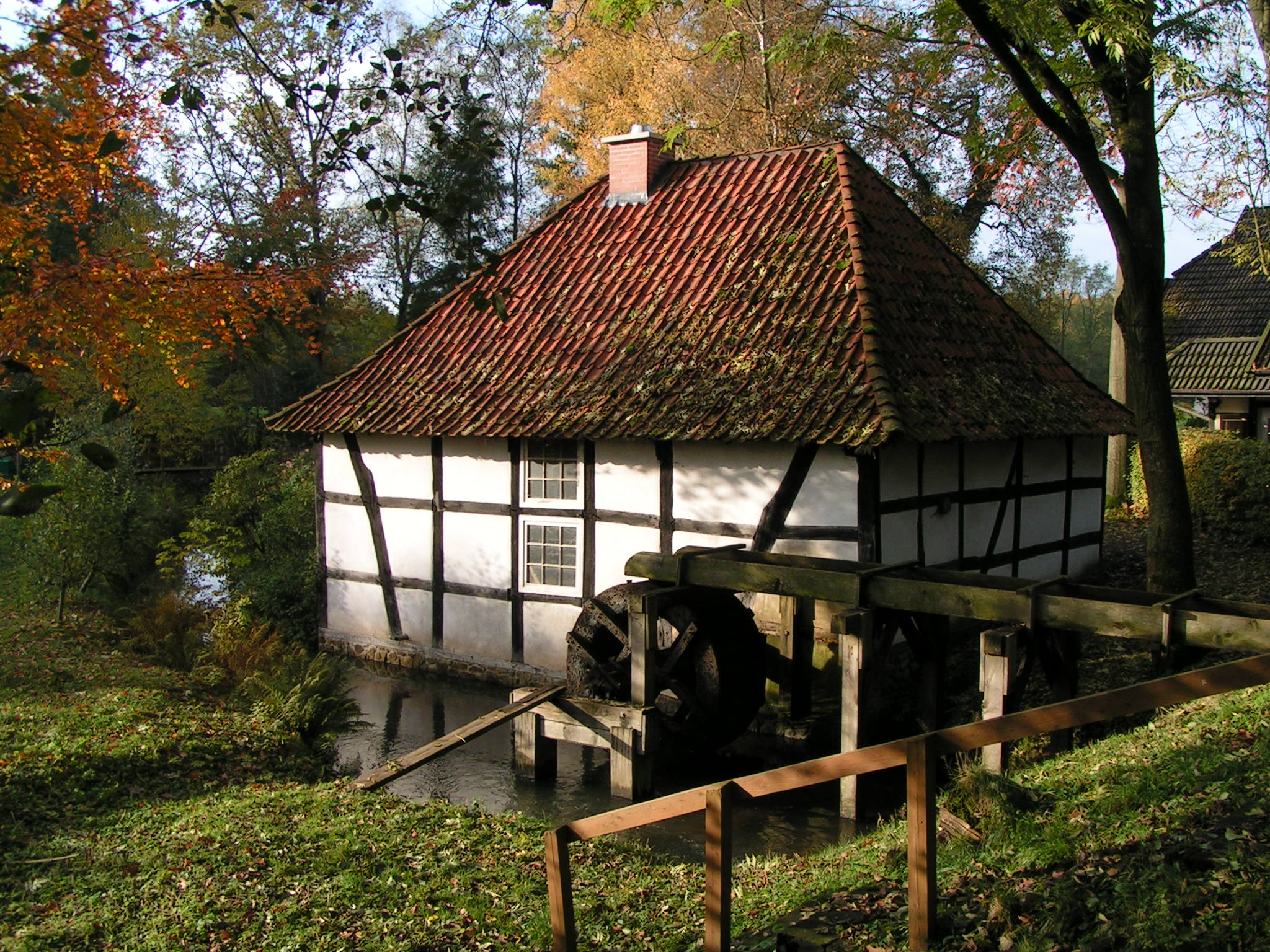
Watermolen Sültemühle in Lonnerbecke
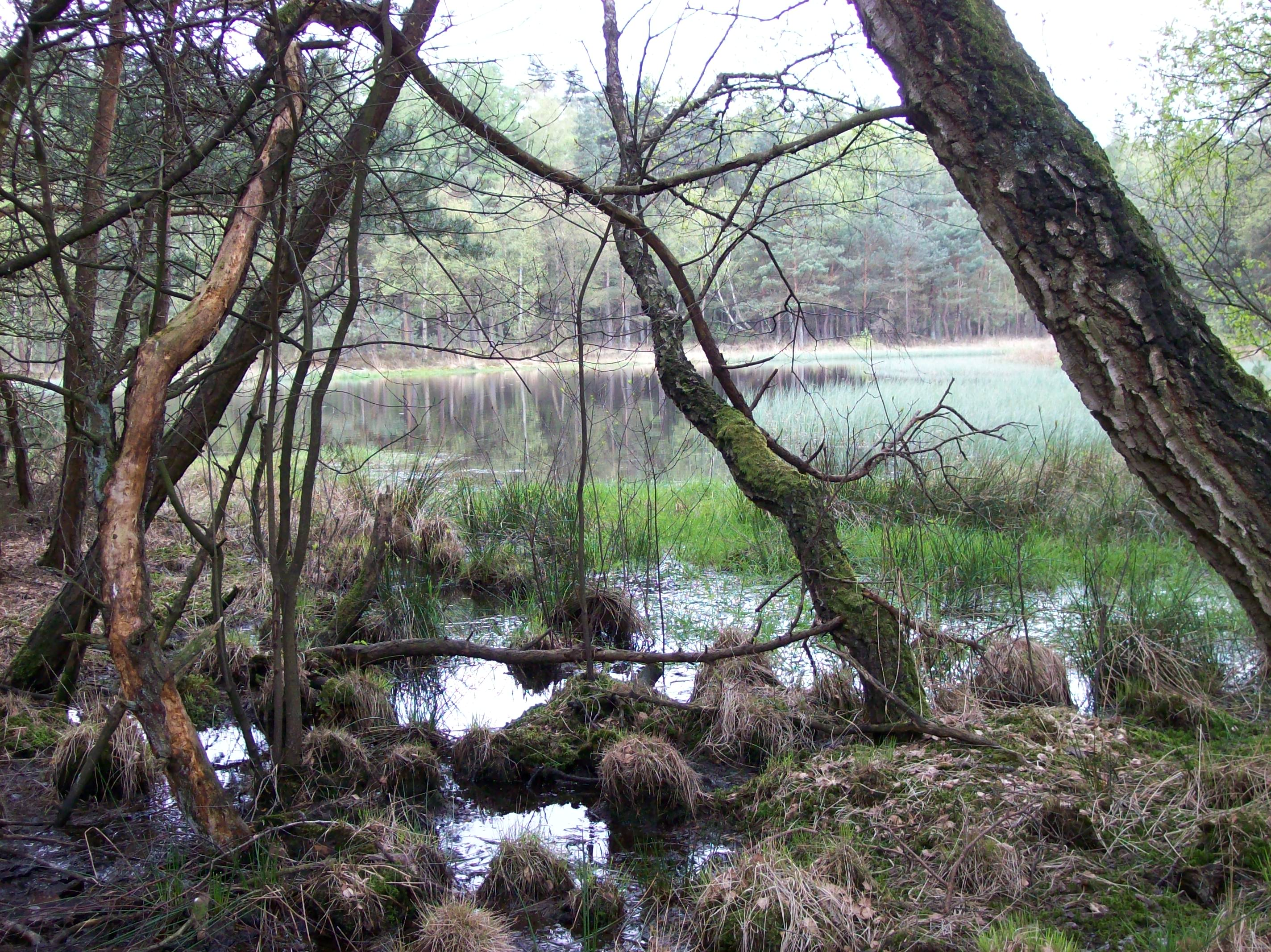
Heideven Swatte Poele, Lonnerbecke (in een niet voor bezoek opengesteld natuurreservaat)
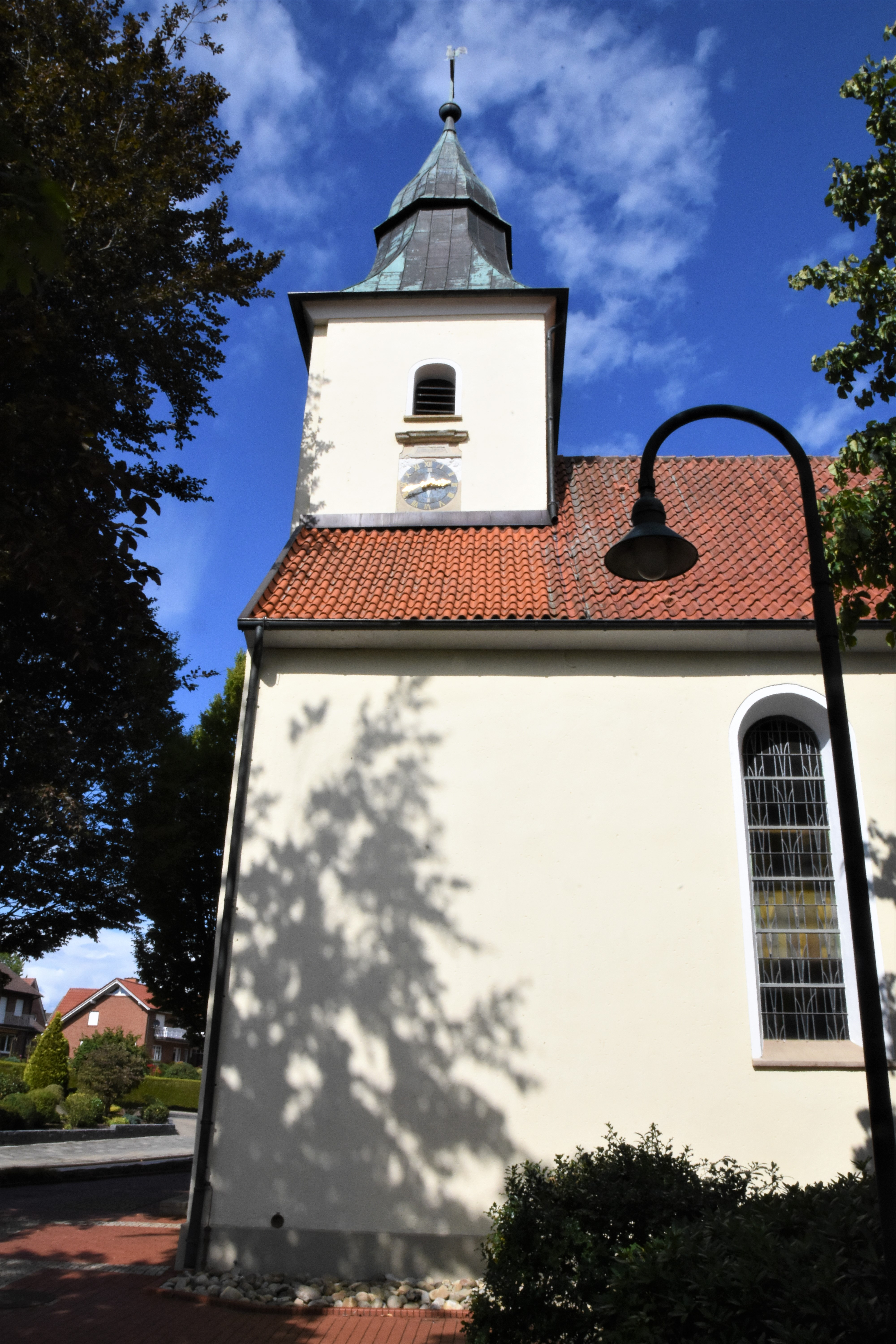
R.K. St.-Bartolomeüskerk in Schwagstorf
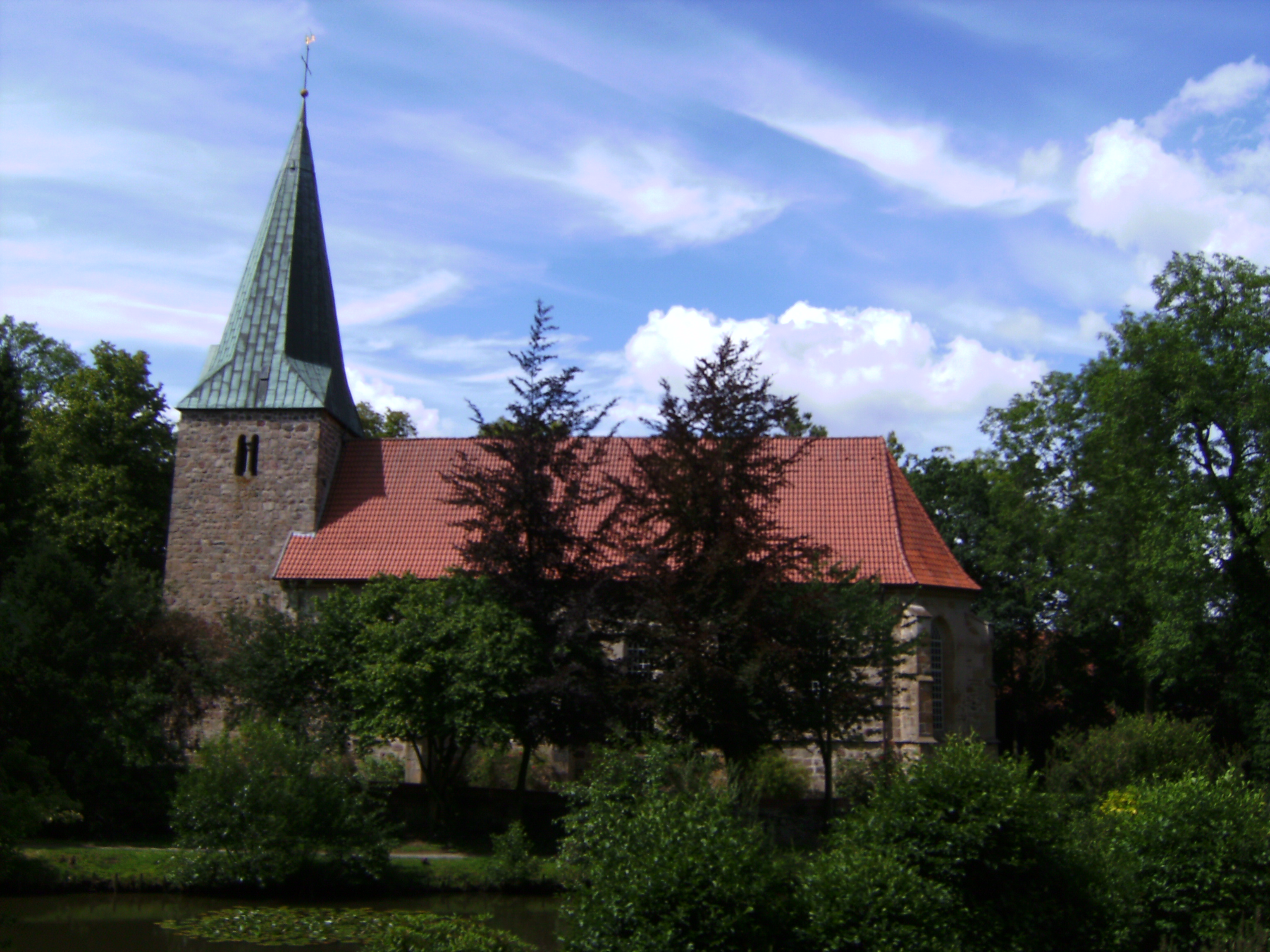
De evang.-lutherse  St.-Joriskerk te Bippen
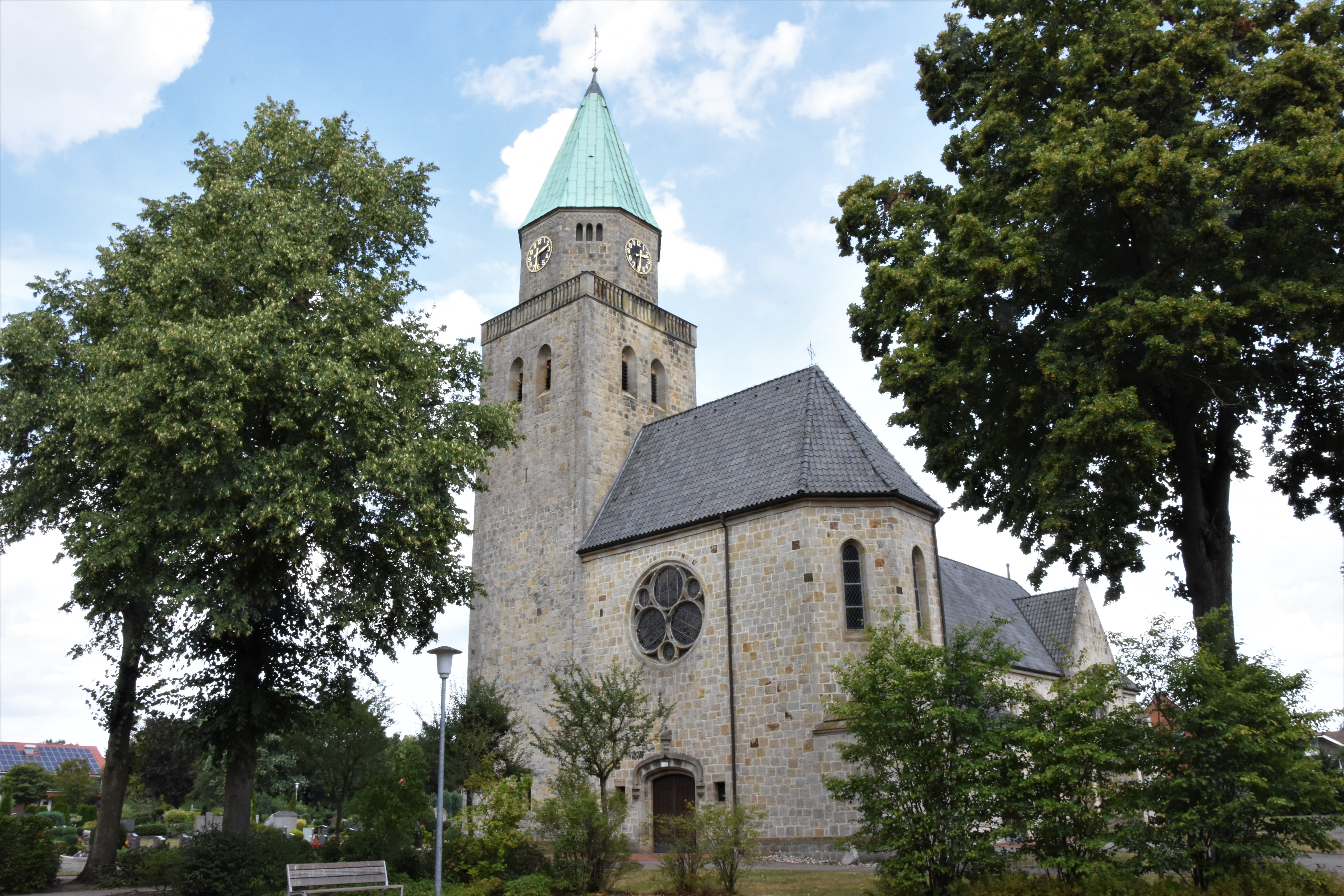
Heilig-Hartkerk (Herz-Jesu-Kirche) in Grafeld